# Трг Таксим
Трг Таксим (тур. Taksim Meydanı) трг је у највећем граду Турске, Истанбулу. Налази се у истоименој четврти у европском делу Истанбула. Таксим је највећа туристичка и забавна четврт позната по својим ресторанима, продавницама и хотелима. Таксим се сматра срцем модерног Истанбула. На тргу Таксим налази се државни споменик Cumhuriyet Aniti израђен 1928. године који слави стварање Републике Турске, те културни центар Ататурк и опера. Трг Таксим омиљено је место за јавна догађања као нпр. прослава дана Републике, дочек Нове године, разне параде те друга друштвена окупљања укључујући и протесте грађана. Уоколо трга Таксим налазе се бројне туристичке агенције, хотели, ресторани и пабови.

## Историја
Реч Таксим на арапском значи "подела" или "дистрибуција". Трг Таксим је првобитно био тачка на којој су се прикупљале главне водоводне линије са севера Истанбула и гранале на друге делове града (отуда и име.) Ову употребу ове области је успоставио султан Махмуд Први. Трг је добио име из каменог резервоара из отоманског доба који се налази уз једну страну трга.
Још једна значајна грађевина која је некада стајала на тргу била је артиљеријска касарна Таксим из 19. века (тур. Taksim Kışlası), која је касније постала стадион, који је срушен 1940. године током грађевинских радова у складу са плановима француског архитекте и урбаниста Анрија Проста.
Парк Таксим Гези је мали зелени парк усред бетонског пространства централног Истанбула. Градска општина је 2013. године, желећи да обнови стару касарну као шопинг место на месту парка, почела да насилно уклања демонстранте који су у парку поставили камп. Након ширења вести о полицијској бруталности, хиљаде људи окупило се у покрету Окупирај Таксим, како би зауставили рушење парка.